# 瀧本智行
瀧本 智行（たきもと ともゆき、1966年10月23日 - ）は、日本の映画監督、脚本家。京都府綾部市出身。

## 経歴
京都府立綾部高等学校卒業。早稲田大学政治経済学部に在学中から自主映画や演劇活動に没頭。1993年頃からフリーの助監督として様々な作品に参加。TVドラマの脚本やプロットプランナーとしての仕事も手掛ける。映画『樹の海』で監督デビュー。

## 作品

### 映画

#### 監督作品
- 樹の海（2005年）2004年東京国際映画祭日本映画・ある視点部門作品賞・特別賞受賞
- 犯人に告ぐ（2007年）
- イキガミ（2008年）
- スープ・オペラ (2010年)
- 就活戦線異状あり (2011年)
- 星守る犬（2011年）
- はやぶさ 遥かなる帰還（2012年）
- 脳男（2013年）
- グラスホッパー（2015年）
- 去年の冬、きみと別れ（2018年）

#### 助監督作品
- 鉄道員
- 破線のマリス
- 光の雨
- チルソクの夏

#### 脚本
- 春を背負って（2014年、共同脚本）
- 追憶（2017年、共同脚本）※青島武と共同

### テレビドラマ

#### テレビドラマ演出作品
- 私という運命について（2014年、WOWOW）
- ゲームの規則（2015年1月11,18日、テレビ朝日）※脚本も担当
- ABC創立65周年記念スペシャルドラマ『氷の轍』（2016年11月5日、ABC・テレビ朝日系）
- 北斗 -ある殺人者の回心-（2017年3月 - 、WOWOW）※ 脚本も担当 [2]
- dele（2018年7月 - 9月、テレビ朝日）※脚本も担当

#### テレビドラマ脚本
- 弁護士のくず（2006年4月 - 6月、TBS）
- タリオ 復讐代行の2人（2020年10月 - 、NHK総合） - 共同脚本
- 相棒 season19（2020年10月 - 2021年3月、テレビ朝日）
- 相棒 season20（2021年10月 - 2022年3月、テレビ朝日）
- 相棒 season21（2022年10月 - 2023年3月、テレビ朝日）
- 相棒 season22（2023年10月 - 2024年3月、テレビ朝日）

## 受賞歴
2018年
- 第98回ザテレビジョンドラマアカデミー賞 監督賞（常廣丈太と共に）（『dele』）